# Рондо (Арканзас)
Рондо (англ. Rondo, Arkansas) — город, расположенный в округе Ли (штат Арканзас, США) с населением в 237 человек по статистическим данным переписи 2000 года.

## География
По данным Бюро переписи населения США город Рондо имеет общую площадь в 2,59 квадратных километров, водных ресурсов в черте населённого пункта не имеется.
Рондо расположен на высоте 65 метров над уровнем моря.

## Демография
По данным переписи населения 2000 года в Рондо проживало 237 человек, 69 семей, насчитывалось 99 домашних хозяйств и 113 жилых домов. Средняя плотность населения составляла около 91,2 человек на один квадратный километр. Расовый состав Рондо по данным переписи распределился следующим образом: 26,16 % белых, 70,04 % — чёрных или афроамериканцев, 3,80 % — представителей смешанных рас. Испаноговорящие составили 1,69 % от всех жителей города.
Из 99 домашних хозяйств в 24,2 % — воспитывали детей в возрасте до 18 лет, 36,4 % представляли собой совместно проживающие супружеские пары, в 32,3 % семей женщины проживали без мужей, 30,3 % не имели семей. 28,3 % от общего числа семей на момент переписи жили самостоятельно, при этом 15,2 % составили одинокие пожилые люди в возрасте 65 лет и старше. Средний размер домашнего хозяйства составил 2,39 человек, а средний размер семьи — 2,90 человек.
Население города по возрастному диапазону по данным переписи 2000 года распределилось следующим образом: 25,7 % — жители младше 18 лет, 6,8 % — между 18 и 24 годами, 22,4 % — от 25 до 44 лет, 27,4 % — от 45 до 64 лет и 17,7 % — в возрасте 65 лет и старше. Средний возраст жителей составил 42 года. На каждые 100 женщин в Рондо приходилось 76,9 мужчин, при этом на каждые сто женщин 18 лет и старше приходилось 69,2 мужчин также старше 18 лет.
Средний доход на одно домашнее хозяйство в городе составил 15 000 долларов США, а средний доход на одну семью — 26 250 долларов. При этом мужчины имели средний доход в 25 000 долларов США в год против 16 667 долларов среднегодового дохода у женщин. Доход на душу населения в городе составил 13 601 доллар в год. 32,7 % от всего числа семей в населённом пункте и 38,7 % от всей численности населения находилось на момент переписи населения за чертой бедности, при этом 48,6 % из них были моложе 18 лет и 46,7 % — в возрасте 65 лет и старше.